# Hélène FM
Hélène FM est une station de radio locale de la ville de Surgères, dans le département de la Charente-Maritime. Créée en 1982 sous le nom de « Radio Surgères » puis « Radio Hélène », elle devient « Hélène FM » en 2004 et obtient peu après une nouvelle fréquence du conseil supérieur de l'audiovisuel lui permettant de couvrir la région de Saint-Jean-d'Angély.

## Présentation - Programmation
Hélène FM est une station de radio de format généraliste émettant en modulation de fréquence. Elle a construit sa grille de programmes autour de quatre tranches horaires mêlant programmes musicaux, rendez-vous d'information, chroniques pratiques et jeux radiophoniques. Parmi les principaux rendez-vous de la station notons :
- La radio réveille (de 7 heures à 10 heures) ;
- La locale station (de 10 heures à 13 heures) ;
- L'esprit libre (de 13 heures à 16 heures) et
- La grande soirée » (à partir de 16 heures).

Des bulletins d'information nationaux sont diffusés toutes les heures, tandis que l'actualité locale se décline sous forme de flashs infos diffusés plusieurs fois par jour. En outre, l'émission Messagers d'Aneut est un programme culturel en langue saintongeaise diffusé tous les jours de la semaine.
La programmation musicale de la station mêle artistes issus de la scène locale (Les Binuchards, Limeur TEutche) et de la variété nationale et internationale. En fin de semaine, la station diffuse Extra Mix, émission programmée par deux fois, en fin de journée, et qui fait la part belle aux musiques électroniques.

## Diffusion
La station de radio Hélène FM émet en modulation de fréquence depuis les communes de Surgères et Saint-Jean-d'Angély.

## Note et référence
1. ↑  Le nom Radio Hélène vient d'Hélène de Fonsèque, née à Surgères, qui devint la muse de Pierre de Ronsard.
2. ↑  Radio FM en Charente-Maritime